# 東経55度線
東経55度線（とうけい55どせん）は、本初子午線面から東へ55度の角度を成す経線である。北極点から北極海、ヨーロッパ、アジア、インド洋、南極海、南極大陸を通過して南極点までを結ぶ。
東経55度線は、西経125度線と共に大円を形成する。

## 通過する地域一覧
東経55度線は、北極点から南極点まで南に向かって以下の場所を通っている。
| 地理座標                                             | 国土・領土・領海 | 備考                                                                           |
| ---------------------------------------------------- | ---------------- | ------------------------------------------------------------------------------ |
| 北緯90度0分 東経55度0分 / 北緯90.000度 東経55.000度  | 北極海           |                                                                                |
| 北緯81度5分 東経55度0分 / 北緯81.083度 東経55.000度  | ロシア           | ソールズベリー島（英語版）、ルイージ島（英語版）（ゼムリャフランツァヨシファ） |
| 北緯80度42分 東経55度0分 / 北緯80.700度 東経55.000度 | バレンツ海       |                                                                                |
| 北緯80度30分 東経55度0分 / 北緯80.500度 東経55.000度 | ロシア           | ゼムリャフランツァヨシファの島                                                 |
| 北緯80度24分 東経55度0分 / 北緯80.400度 東経55.000度 | バレンツ海       |                                                                                |
| 北緯74度8分 東経55度0分 / 北緯74.133度 東経55.000度  | ロシア           | セヴェルヌィ島、ユージヌィ島（ノヴァヤゼムリャ）                               |
| 北緯70度35分 東経55度0分 / 北緯70.583度 東経55.000度 | バレンツ海       | ペチョラ海（英語版）                                                           |
| 北緯68度56分 東経55度0分 / 北緯68.933度 東経55.000度 | ロシア           | 島                                                                             |
| 北緯68度55分 東経55度0分 / 北緯68.917度 東経55.000度 | バレンツ海       | ペチョラ湾（英語版）                                                           |
| 北緯68度25分 東経55度0分 / 北緯68.417度 東経55.000度 | ロシア           |                                                                                |
| 北緯50度53分 東経55度0分 / 北緯50.883度 東経55.000度 | カザフスタン     |                                                                                |
| 北緯41度47分 東経55度0分 / 北緯41.783度 東経55.000度 | トルクメニスタン |                                                                                |
| 北緯37度50分 東経55度0分 / 北緯37.833度 東経55.000度 | イラン           |                                                                                |
| 北緯26度37分 東経55度0分 / 北緯26.617度 東経55.000度 | ペルシャ湾       | アブー・ムーサー島（ イラン。 アラブ首長国連邦も領有権を主張）のすぐ西を通過   |
| 北緯24度58分 東経55度0分 / 北緯24.967度 東経55.000度 | アラブ首長国連邦 |                                                                                |
| 北緯22度39分 東経55度0分 / 北緯22.650度 東経55.000度 | サウジアラビア   |                                                                                |
| 北緯20度0分 東経55度0分 / 北緯20.000度 東経55.000度  | オマーン         |                                                                                |
| 北緯17度1分 東経55度0分 / 北緯17.017度 東経55.000度  | インド洋         | シルエット島（ セーシェル）のすぐ西を通過 レユニオン島のすぐ西を通過           |
| 南緯60度0分 東経55度0分 / 南緯60.000度 東経55.000度  | 南極海           |                                                                                |
| 南緯65度53分 東経55度0分 / 南緯65.883度 東経55.000度 | 南極大陸         | オーストラリア南極領土（ オーストラリアが領有権主張）                          |